# Calauria sulciceps
Calauria sulciceps är en insektsart som beskrevs av Stsl 1866. Calauria sulciceps ingår i släktet Calauria och familjen Flatidae. Inga underarter finns listade i Catalogue of Life.